# Hjerk Sogn
Hjerk Sogn er et sogn i Salling Provsti (Viborg Stift).
I 1800-tallet var Harre Sogn anneks til Hjerk Sogn. Begge sogne hørte til Harre Herred i Viborg Amt. Hjerk-Harre sognekommune blev ved kommunalreformen i 1970 indlemmet i Sallingsund Kommune, som ved strukturreformen i 2007 indgik i Skive Kommune.
I Hjerk Sogn ligger Hjerk Kirke.
I sognet findes følgende autoriserede stednavne:
- Bajlum (bebyggelse, ejerlav)
- Hjerk Nor (vandareal)
- Neder Hjerk (bebyggelse)
- Over Hjerk (bebyggelse)
- Vium (bebyggelse, ejerlav)

Der afholdes en ølejr i Hjerk Sogn.